# Tapacul de Sclater
El tapacul de Sclater (Scytalopus micropterus) és una espècie d'ocell de la família dels rinocríptids (Rhinocryptidae).

## Hàbitat i distribució
Habita el sotabosc dels boscos de muntanya de Colòmbia i cap al sud, a la llarga de l'Equador, fins al nord del Perú.